# 猫のお寺の知恩さん
『猫のお寺の知恩さん』（ねこのおてらのちおんさん）は、オジロマコトによる日本の漫画。『週刊ビッグコミックスピリッツ』（小学館）にて、2016年5月9日発売の第24号から2018年45号まで連載。日本の田舎にある古寺を舞台に、思春期の少年が年上の女性と同居するという典型的なラブコメディを描く。
タイトルにもあるように「猫」が多数登場する作品でもあり、4巻が発売される際には記念として「猫のお寺の知恩さんフォトコンテスト」を開催。500通を超える応募の中から各賞の大賞が選ばれ、大賞作品（に写っている猫）は、本作中にエキストラ出演した。
このほか、5巻が発売される際には同じ「年上の女性と男子高校生の関係を描いた作品」として、『八雲さんは餌づけがしたい。』とコラボレーション。特設サイトも設置され、描き下ろしイラストを使用した500円分のQUOカードの抽選によるプレゼントなどが行われた。
2016年9月に『この漫画がすごい！WEB』が発表する「10月の『このマンガがすごい！』ランキング オトコ編」で第8位にランクイン。同年12月には、東京ニュース通信社発行の雑誌・テレビブロスが主催する「ブロスコミックアワード」にて、2016年度の大賞を受賞するなど高評価を得ている。

## あらすじ
家から出たい一心で田舎の高校へ進学することにした少年・須田源は、高校進学と同時に遠縁の親戚の元へと下宿することになる。そこは幼少期に一時期身を寄せていたことがある古寺であり、4つ年上の再従姉・古寺澤知恩も住んでいた。同居生活を始めた源は、隙の多い知恩に対して悶々とした日々を送ることとなる。
　

## 登場人物

### 主要人物
須田 源（すだ げん）
本作の主人公。高校1年生、初出時15歳。
斜に構えた態度の多い、思春期真っ盛りの少年。中学時代まで家族と反りが合わず、高校進学を機に遠縁を頼って田舎へ越してきた。下宿先の同居人である知恩に対し、悶々とした感情を抱く日々が続いている。
高校に入学してからは級友に誘われ、剣道部に入部。主将の古倉からは「筋がいい」という評を受けている。
知恩とともに寺を継ぐ事を決意し、坊主頭にするとともに知恩に告白する。
卒業後は隣の県の大学の仏教の学部に通っており、スクーターで通学している。
古寺澤 知恩（こてらさわ ちおん）
本作のヒロイン。源の再従姉、19歳。
デンマークに海外赴任している両親に代わり、高校を卒業してから寺の管理人を務めている。源が下宿するまでは祖母と2人暮らしをしていた。面倒見のよい大らかな性格だが、子供のころはお転婆だった。源のことは基本的に弟のような扱いをしているが、時折異性として意識するような描写も見受けられる。
学生時代は野球部のマネジャーを経験しており、他の部員たちからも慕われていた。当時のあだ名は「ケイリン」。自転車でかなりの速度を出して走行する様子から付けられた。
跡取りのない寺を守るため寺を継ぐ事を決意し、祖父の3回忌となる法要で宣言した。

### 山の上並高校
流石 聡美（さすが さとみ）
源のクラス、1年4組を担任する男性教師。担当教科は数学。
実家は「流岩寺」という寺で、次男であるため寺の跡取りではないが、本人も僧侶の資格を持っている。僧名は聡元（ソウゲン）。寺の行事で古寺に出入りしている。
昼間 陽子（ひるま ようこ）
源の同級生。古寺の近所に住んでいる今時の女子高生。成績優秀だが少々口が悪い。
知恩を慕って、たびたび古寺に顔を出しにくる。源のことが気になりつつも素直になれず、何かと源への当たりがキツい。
初登場の時点でほぼ完治しているが、右膝に故障を抱えており、手術の痕を隠すためサポーターをしている。2年進級時に大学見学をかねた東京旅行でサポーターを外して膝の傷を見せるとともに、源に「好きだった」と告白する。
高校卒業後は東京の理系の大学に進学し、地元で星を見るため研究室から借りた望遠鏡を持って姫島とともに帰省する。
姫島（ひめじま）
源の同級生。源を剣道部に誘った張本人。
中学校以前より剣道部で、腕前はそこそこ。
昼間と同じ大学に進学するが、一浪しているため1年後輩である。
古倉（こくら）
剣道部主将。三年生。人当たりが良く、面倒見がいい。知恩が三年の時に一年の後輩だった。
苗賀 タマエ（みょうが タマエ）
源の同級生。昼間と仲がいい。
高原（たかはら）
源の同級生。野球部員。
塩田 一人（しおだ かずと）
源の同級生。ヤギ部員。当初は知恩に憧れを抱いていたが、タマエに心移りする。

### その他
おばあちゃん
知恩の祖母で、源と知恩の住む寺の主。和尚の夫に先立たれ、寺と孫娘の将来を案じている。
つらね
知恩の中学･高校時代からの旧友で、東京在住の派手な大学生。知恩に対する源の想いに気づき、焚きつけからかう。

#### ペット
犬
テン
柴犬。おばあちゃんの言うことしか聞かない。番犬として少し頼り無い。
猫
豆之助
白黒のハチワレ。猫の中で一番社交的で、よく玄関で人をお迎えをする。連載開始時点で16歳と高齢の老猫であり、源達の卒業から2年後を描いたエピローグでは他界している。
マエカケ
サバトラ。首下に前掛けのような白い大きな模様がある。いたずら好きでおてんば。
ロムー
シャム猫。ロムーと鳴く。
アタちゃん
チャシロトビ。「アタシがアタシが」と自己主張が強い。
カオマル
ブリティッシュブルー。顔が丸い。
マユゲ
サバシロトビ。目の上に眉毛のような黒い模様を持つ仔猫。母猫とはぐれていたところを知恩に保護された。

## 書誌情報
- オジロマコト『猫のお寺の知恩さん』小学館（ビッグコミックス）、全9巻
  1. 2016年8月30日発売[9] ISBN 978-4-09-187770-3
  2. 2016年11月30日発売[10] ISBN 978-4-09-189237-9
  3. 2017年2月28日発売[11] ISBN 978-4-09-189370-3
  4. 2017年6月30日発売[12] ISBN 978-4-09-189509-7
  5. 2017年10月30日発売[13] ISBN 978-4-09-189640-7
  6. 2018年2月23日発売[14] ISBN 978-4-09-189798-5
  7. 2018年5月30日発売[15] ISBN 978-4-09-860016-8
  8. 2018年9月28日発売[16] ISBN 978-4-09-860077-9
  9. 2018年12月27日発売[17] ISBN 978-4-09-860152-3